# Nusatsum Mountain
Nusatsum Mountain är ett berg i Kanada.   Det ligger i provinsen British Columbia, i den sydvästra delen av landet, 3 700 km väster om huvudstaden Ottawa. Toppen på Nusatsum Mountain är 2 483 meter över havet, eller 44 meter över den omgivande terrängen. Bredden vid basen är 0,11 km.
Terrängen runt Nusatsum Mountain är huvudsakligen mycket bergig. Trakten runt Nusatsum Mountain är nära nog obefolkad, med mindre än två invånare per kvadratkilometer.. 
I omgivningarna runt Nusatsum Mountain växer i huvudsak barrskog.